# Jana Cova

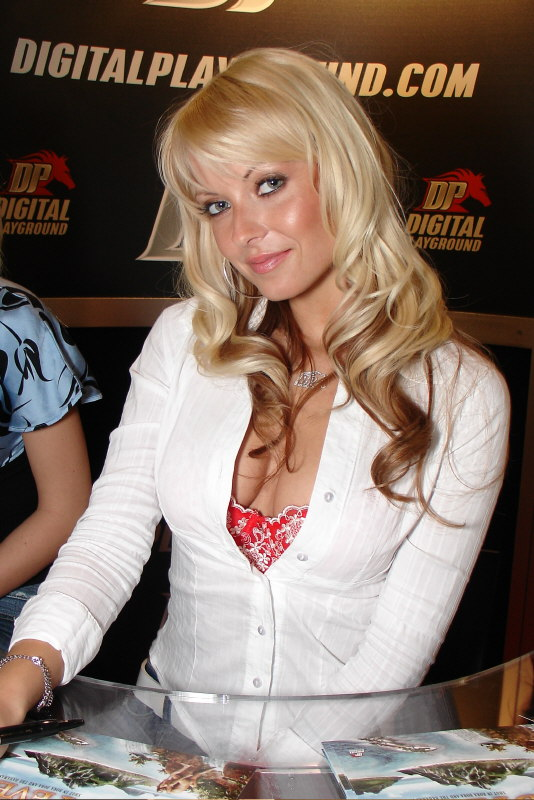
Jana Cova (2007)

Jana Cova (* 13. April 1980 in Prag; eigentlich Jana Oujeská) ist eine tschechische Pornodarstellerin und Fotomodell. Weitere Pseudonyme sind unter anderem Yana Cova, Jana Kova und Geraldine.

## Karriere
Cova begann ihre Karriere zunächst als Model. 2002 wurde sie in der Zeitschrift Penthouse abgelichtet. Im selben Jahr begann sie ihre Tätigkeit als Darstellerin in Hardcore-Pornofilmen. Von 2005 bis 2007 stand sie exklusiv bei Digital Playground unter Vertrag. Auch nach dem Auslaufen des Exklusivvertrags war sie aber weiterhin für Digital Playground tätig. Dort erschienen auch mehrere nach ihr benannte Filme wie Jana Cova: Belle im Jahr 2009.
Im April 2003 war Cova als Pet of the Month auf der Titelseite des Männermagazins Penthouse abgebildet.
Die Pornofilme, in denen Cova als Darstellerin zum Einsatz kam, hatten bis 2007 ausschließlich lesbischen Sex und Masturbation zum Gegenstand. Auch auf der 2006 erschienenen interaktiven DVD Virtual Sex with Jana Cova ist ihr Partner kein Mann, wie sonst in der Serie üblich, sondern eine Frau mit Umschnalldildo.

## Filmografie (Auswahl)
- 2002: No Man’s Land 37
- 2002: Loss By Ecstasy
- 2003: The Pet Project
- 2003–2006: Jack’s Playground 5, 26, 31
- 2004: Ambition
- 2004: The Story of J
- 2005: Sexstars
- 2005: Devon Decadence
- 2005: Teagan: All-American Girl
- 2006: Jack’s Big Ass Show 1, 3
- 2006: Porcelain
- 2006: Hot Rod For Sinners
- 2006: Peek: Diary of a Voyeur
- 2006: Throb POV
- 2006: Island Fever 4
- 2006: Virtual Sex with Jana Cova
- 2007: Jana: Sexual Freak 4
- 2007: Jana Cova in Blue
- 2007: Jana Cova: Erotique
- 2007: Exposed: Jana Cova
- 2008: Jana Cova: LUST
- 2009: The Listing
- 2009: Jana Cova's Oral Fantasy 1
- 2009: Jana Cova: Scream
- 2009: Jana Cova: Belle
- 2009: Jana Cova's Juice
- Women Seeking Women 38, 41, 42, 47, 50, 52, 61, 67, 70
- Pussyman’s Decadent Divas 19, 23

## Zeitschriften
- Purely 18 – Juli 2001
- Club International – Juni 2002
- Leg Show – Juni 2002
- High Society – September 2002
- Hustler – März 2003
- Penthouse – April 2003

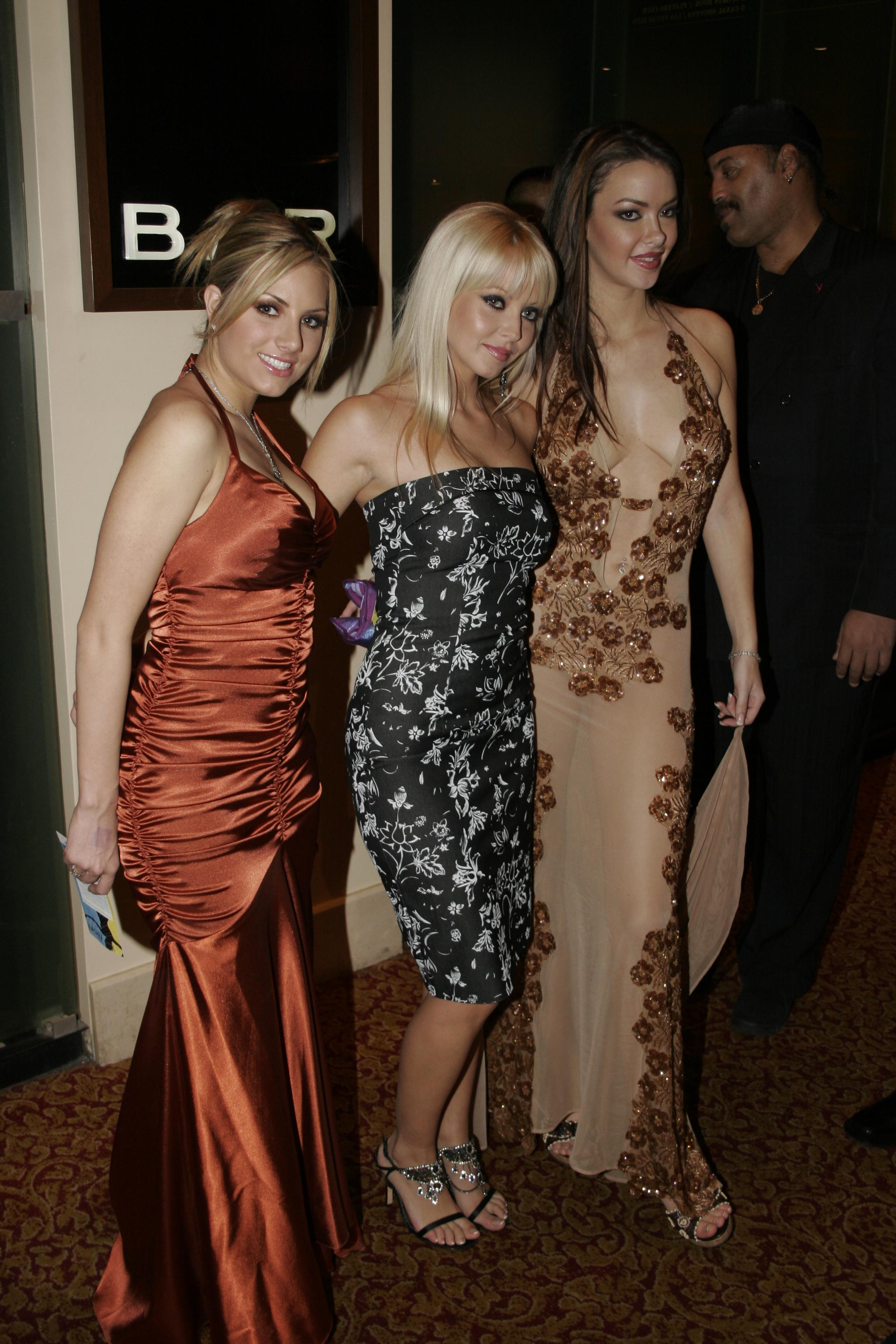
Jana Cova (Mitte) mit ihren Mitgewinnerinnen Teagan Presley und Sophia Santi für den AVN Award „Best All Girl Sex Scene – Video“ (2007)

- Penthouse Variation – September 2004

## Auszeichnungen
- 2007: AVN Award „Best All-Girl Sex Scene - Video“ in Island Fever 4 (zusammen mit Teagan Presley, Jesse Jane und Sophia Santi)[6]
- +4 Nominierungen